# Färöischer Fußballpokal 2003
Der Färöische Fußballpokal 2003, auch bekannt als Løgmanssteypið 2003, fand zwischen dem 9. März und 29. Juli 2003 statt und wurde zum 49. Mal ausgespielt. Im Endspiel, welches im Tórsvøllur-Stadion in Tórshavn auf Naturrasen ausgetragen wurde, siegte B36 Tórshavn mit 3:1 gegen GÍ Gøta und konnte den Pokal somit zum vierten Mal gewinnen. Zudem nahm B36 Tórshavn dadurch an der 1. Qualifikationsrunde zum UEFA-Pokal 2004/05 teil.
B36 Tórshavn und GÍ Gøta belegten in der Meisterschaft die Plätze zwei und sieben. Titelverteidiger NSÍ Runavík schied hingegen im Halbfinale aus.

## Teilnehmer
Teilnahmeberechtigt waren folgende 18 A-Mannschaften der vier färöischen Ligen:
| 1. Deild                                                                                                   | 2. Deild                                                             | 3. Deild    | 4. Deild      |
| B36 Tórshavn B68 Toftir EB/Streymur FS Vágar GÍ Gøta HB Tórshavn KÍ Klaksvík NSÍ Runavík Skála ÍF VB Vágur | AB Argir B71 Sandur ÍF Fuglafjørður LÍF Leirvík SÍ Sumba TB Tvøroyri | Royn Hvalba | Fram Tórshavn |

## Modus
Sämtliche Erstligisten waren für die Gruppenphase gesetzt. Die verbliebenen unterklassigen Mannschaften spielten in zwei Runden die restlichen beiden Teilnehmer aus. In der Gruppenphase spielte jede Mannschaft zweimal gegen jede andere, wobei sich die Erst- und Zweitplatzierten jeder Gruppe sowie die zwei besten Drittplatzierten für die nächste Runde qualifizierten. Anschließend wurde im K.-o.-System weitergespielt.

## Qualifikation
Die Partien der Qualifikationsrunde fanden am 9. März statt.
|                 | Ergebnis                         |               |
| --------------- | -------------------------------- | ------------- |
| B71 Sandur      | 1:1 n. V. (1:1, 0:0) (3:4 i. E.) | SÍ Sumba      |
| ÍF Fuglafjørður | 0:0 n. V. (6:7 i. E.)            | AB Argir      |
| LÍF Leirvík     | 1:2 (1:2)                        | Royn Hvalba   |
| TB Tvøroyri     | 8:0 (5:0)                        | Fram Tórshavn |

## 1. Runde
Die Partien der 1. Runde fanden am 15. und 16. März statt.
|             | Ergebnis  |             |
| ----------- | --------- | ----------- |
| TB Tvøroyri | 3:0 (1:0) | Royn Hvalba |
| SÍ Sumba    | 2:3 (0:3) | AB Argir    |

## Gruppenphase
Die Partien der Gruppenphase fanden zwischen dem 22. März und 21. April statt.

### Gruppe 1
| Pl. | Verein      | Sp. | S | U | N | Tore    | Diff. | Punkte |
| --- | ----------- | --- | - | - | - | ------- | ----- | ------ |
| 1.  | NSÍ Runavík | 6   | 4 | 0 | 2 | 017:500 | +12   | 12     |
| 2.  | B68 Toftir  | 6   | 3 | 2 | 1 | 013:800 | +5    | 11     |
| 3.  | FS Vágar    | 5   | 3 | 0 | 2 | 017:800 | +9    | 09     |
| 4.  | TB Tvøroyri | 6   | 0 | 1 | 5 | 002:270 | −25   | 01     |

| 22. März 2003  |           |             |
| NSÍ Runavík    | 4:2 (0:1) | FS Vágar    |
| TB Tvøroyri    | 2:2 (1:2) | B68 Toftir  |
| 29. März 2003  |           |             |
| B68 Toftir     | 3:2 (2:1) | FS Vágar    |
| TB Tvøroyri    | 0:3 (0:2) | NSÍ Runavík |
| 5. April 2003  |           |             |
| FS Vágar       | 6:0 (4:0) | TB Tvøroyri |
| NSÍ Runavík    | 3:0 (1:0) | B68 Toftir  |
| 12. April 2003 |           |             |
| B68 Toftir     | 6:0 (2:0) | TB Tvøroyri |
| FS Vágar       | 2:1 (1:1) | NSÍ Runavík |
| 17. April 2003 |           |             |
| FS Vágar       | 0:0       | B68 Toftir  |
| NSÍ Runavík    | 5:0 (2:0) | TB Tvøroyri |
| 21. April 2003 |           |             |
| B68 Toftir     | 2:1 (0:1) | NSÍ Runavík |
| TB Tvøroyri    | 0:5 (0:3) | FS Vágar    |

### Gruppe 2
| Pl. | Verein      | Sp. | S | U | N | Tore    | Diff. | Punkte |
| --- | ----------- | --- | - | - | - | ------- | ----- | ------ |
| 1.  | EB/Streymur | 6   | 4 | 2 | 0 | 018:500 | +13   | 14     |
| 2.  | KÍ Klaksvík | 6   | 3 | 1 | 2 | 011:800 | +3    | 10     |
| 3.  | VB Vágur    | 6   | 2 | 3 | 1 | 009:700 | +2    | 09     |
| 4.  | AB Argir    | 6   | 0 | 0 | 6 | 002:200 | −18   | 0      |

| 22. März 2003  |           |             |
| AB Argir       | 1:2 (0:2) | VB Vágur    |
| KÍ Klaksvík    | 0:4 (0:3) | EB/Streymur |
| 29. März 2003  |           |             |
| AB Argir       | 0:1 (0:0) | EB/Streymur |
| VB Vágur       | 1:1 (1:0) | KÍ Klaksvík |
| 5. April 2003  |           |             |
| EB/Streymur    | 1:1 (0:0) | VB Vágur    |
| KÍ Klaksvík    | 4:0 (2:0) | AB Argir    |
| 12. April 2003 |           |             |
| EB/Streymur    | 3:1 (2:1) | KÍ Klaksvík |
| 13. April 2003 |           |             |
| VB Vágur       | 3:0 (3:0) | AB Argir    |
| 17. April 2003 |           |             |
| EB/Streymur    | 7:1 (5:1) | AB Argir    |
| KÍ Klaksvík    | 2:0 (1:0) | VB Vágur    |
| 21. April 2003 |           |             |
| AB Argir       | 0:3 (0:2) | KÍ Klaksvík |
| VB Vágur       | 2:2 (1:0) | EB/Streymur |

### Gruppe 3
| Pl. | Verein       | Sp. | S | U | N | Tore    | Diff. | Punkte |
| --- | ------------ | --- | - | - | - | ------- | ----- | ------ |
| 1.  | GÍ Gøta      | 6   | 5 | 0 | 1 | 014:800 | +6    | 15     |
| 2.  | HB Tórshavn  | 6   | 3 | 1 | 2 | 015:600 | +9    | 10     |
| 3.  | B36 Tórshavn | 6   | 3 | 1 | 2 | 011:800 | +3    | 10     |
| 4.  | Skála ÍF     | 6   | 0 | 0 | 6 | 006:240 | −18   | 0      |

| 22. März 2003  |           |              |
| GÍ Gøta        | 2:0 (1:0) | B36 Tórshavn |
| HB Tórshavn    | 7:1 (2:0) | Skála ÍF     |
| 29. März 2003  |           |              |
| Skála ÍF       | 1:4 (1:1) | GÍ Gøta      |
| 30. März 2003  |           |              |
| HB Tórshavn    | 2:0 (0:0) | B36 Tórshavn |
| 5. April 2003  |           |              |
| B36 Tórshavn   | 2:1 (2:0) | Skála ÍF     |
| GÍ Gøta        | 2:1 (1:0) | HB Tórshavn  |
| 12. April 2003 |           |              |
| B36 Tórshavn   | 5:1 (3:1) | GÍ Gøta      |
| Skála ÍF       | 1:4 (1:1) | HB Tórshavn  |
| 17. April 2003 |           |              |
| HB Tórshavn    | 0:1 (0:0) | GÍ Gøta      |
| Skála ÍF       | 1:3 (1:2) | B36 Tórshavn |
| 21. April 2003 |           |              |
| B36 Tórshavn   | 1:1 (1:0) | HB Tórshavn  |
| GÍ Gøta        | 4:1 (3:0) | Skála ÍF     |

## Viertelfinale
Die Viertelfinalpartien fanden zwischen dem 3. und 7. Mai statt.
|             | Ergebnis                         |              |
| ----------- | -------------------------------- | ------------ |
| B68 Toftir  | 5:5 n. V. (4:4, 1:3) (4:5 i. E.) | KÍ Klaksvík  |
| GÍ Gøta     | 0:0 n. V. (6:5 i. E.)            | FS Vágar     |
| NSÍ Runavík | 3:1 (?:?)                        | HB Tórshavn  |
| EB/Streymur | 1:2 (1:2)                        | B36 Tórshavn |

## Halbfinale
Die Hinspiele im Halbfinale fanden am 11. Mai statt, die Rückspiele am 18. Mai.
|              | Gesamt |             | Hinspiel  | Rückspiel |
| ------------ | ------ | ----------- | --------- | --------- |
| B36 Tórshavn | 11:20  | KÍ Klaksvík | 4:1 (1:0) | 7:1 (2:0) |
| NSÍ Runavík  | 3:4    | GÍ Gøta     | 1:1 (1:0) | 2:3 (1:1) |

## Finale
| Paarung        | B36 Tórshavn – GÍ Gøta |
| Ergebnis       | 3:1 n. V. (1:1, 0:1) |
| Datum          | 29. Juli 2003 |
| Stadion        | Tórsvøllur, Tórshavn |
| Schiedsrichter | Lassin Isaksen (Klaksvík) |
| Tore           | 0:1 Súni Olsen (35.) 1:1 Jens Kristian Hansen (51.) 2:1 John Petersen (105.) 3:1 Jákup á Borg (117., Elfmeter) |
| B36 Tórshavn   | Tróndur Vatnhamar – Kenneth Jacobsen (90. Fróði Clementsen), Pól Thorsteinsson, Allan Mørkøre, Jens Kristian Hansen (97. Sverrir Kjærbo) – Julian S. Johnsson, Klæmint Matras, Jákup á Borg – John Petersen , Niels Joensen (46. Bárður Mortansson), Heðin á Lakjuni Cheftrainer: Ion Geolgău ( Rumänien)              |
| GÍ Gøta        | Jacek Przybylski – Jónreid Dalheim (103. Símun Samuelsen), Leivur Hansen, Poul Ennigarð (113. Krzysztof Popczynski), Bárður á Lakjuni – Súni Olsen, Poul Andrias Jacobsen (80. Hans Pauli Petersen), Henning Jarnskor, Áslakur R. Petersen – Bartal Eliasen, Zdzislaw Janik Cheftrainer: Krzysztof Popczynski ( Polen) |
| Gelbe Karten   | John Petersen – Áslakur R. Petersen, Bartal Eliasen, Henning Jarnskor, Poul Ennigarð |
| Platzverweise  | keine – Henning Jarnskor (116.) |
|                | Fróði Clementsen (110.) – Bartal Eliasen (75.) |

## Torschützenliste
Bei gleicher Anzahl von Treffern sind die Spieler nach dem Nachnamen alphabetisch geordnet.
| Platz | Spieler              | Verein       | Tore |
| ----- | -------------------- | ------------ | ---- |
| 1     | Jákup á Borg         | B36 Tórshavn | 09   |
| 2     | Andrew av Fløtum     | HB Tórshavn  | 07   |
| 3     | Hjalgrím Elttør      | KÍ Klaksvík  | 06   |
| 3     | Karsten From         | HB Tórshavn  | 06   |
| 3     | Clayton Nascimento   | FS Vágar     | 06   |
| 3     | John Petersen        | B36 Tórshavn | 06   |
| 3     | Krzysztof Popczynski | GÍ Gøta      | 06   |
| 8     | Magni á Lakjuni      | EB/Streymur  | 05   |
| 8     | Sonni L. Petersen    | NSÍ Runavík  | 05   |
| 8     | Kaj Roest            | TB Tvøroyri  | 05   |